# Henrik Dahl (tv-vært)
 Der er flere personer med dette navn, se Henrik Dahl.
Henrik Dahl (født 30. marts 1964 i Aalborg) er en dansk tv-vært, der mest er kendt for programmerne Rene ord for pengene og Rabatten.
I 1983 begyndte han på Radio ANR i Aalborg. 10 år senere blev han ansat på TV Aalborg.
I 1998 blev han ansat på Danmarks Radio, hvor han blev vært på flere programmer, mest markant i Rene ord for pengene, som han var vært i for en længere årrække.
I 2005 brød han på grund af et kontrovers med DR og blev ansat på TV3. På TV3 var han ansat frem til januar 2007. I 2005 blev han efter længere tids humørsvingninger erklæret maniodepressiv, hvilket han, sammen med sin daværende kone,  skrev om i bogen Idiot fra 2009.
Dahl har tidligere været gift med kollegaen Camilla Emborg, med hvem han har to børn.